# Donald E. Hudson
Donald Ellis Hudson (Alma, Michigan, 25 de fevereiro de 1916 — Pasadena, 24 de abril de 1999) foi um engenheiro estadunidense.
Foi professor de mecânica do Instituto de Tecnologia da Califórnia. Foi um pioneiro na pesquisa de terremotos em edificações.
Foi membro da Academia Nacional de Engenharia dos Estados Unidos (1973) e da Associação Americana para o Avanço da Ciência, da Sociedade Americana de Engenheiros Civis (ASCE), da American Geophysical Union e da Sociedade dos Engenheiros Mecânicos dos Estados Unidos (ASME). Em 1989 recebeu a Medalha Nathan M. Newmark.

## Obras
- com George W. Housner: Applied Mechanics, 2 Volumes, Van Nostrand 1949/1950 (Statics, Dynamics).
- Reading and interpreting strong motion accelerograms, Earthquake Engineering Research Institute, Berkeley, 1979.